# Riba de Âncora
Riba de Âncora é uma povoação portuguesa sede da Freguesia de Riba de Âncora do Município de Caminha, freguesia com 8,54 km² de área e 680 habitantes (censo de 2021), tendo, por isso, uma densidade populacional de 79,6 hab./km².

## Demografia
A população registada nos censos foi:
Nota: O censo de 1930 apresenta uma série de discrepâncias em várias freguesias do concelho de Caminha relativamente aos valores registados em 1920 e em 1940.
| Distribuição da População por Grupos Etários | Distribuição da População por Grupos Etários | Distribuição da População por Grupos Etários | Distribuição da População por Grupos Etários | Distribuição da População por Grupos Etários |
| -------------------------------------------- | -------------------------------------------- | -------------------------------------------- | -------------------------------------------- | -------------------------------------------- |
| Ano                                          | 0-14 Anos                                    | 15-24 Anos                                   | 25-64 Anos                                   | > 65 Anos                                    |
| 2001                                         | 102                                          | 133                                          | 385                                          | 158                                          |
| 2011                                         | 70                                           | 72                                           | 420                                          | 161                                          |
| 2021                                         | 67                                           | 50                                           | 338                                          | 225                                          |

## História
Em 1125, D. Teresa confirma a doação feita pelo rei suevo Teodomiro, no século VI, à Sé de Tui de algumas freguesias de Entre Lima e Minho, entre as quais vem mencionada Santa Maria de Vilar de Âncora. 
Em 1156 é também referida na divisão dos benefícios do território português de Entre Lima e Minho, anteriormente pertencentes ao bispado de Tui, feita entre o bispo e o Cabido na cidade de Palência. 
Na lista das igrejas situadas no território de Entre Lima e Minho, elaborada, em 1258, por ocasião das Inquirições desse ano, esta freguesia figura no julgado de Caminha, embora o seu padroado pertencesse ao bispado de Tui. 
Figura na lista das igrejas de Entre Lima e Minho, mandada elaborar por D. Dinis em 1320. 
A nova designação de Riba de Âncora aparece pela primeira vez no Censual de D. Diogo de Sousa (1514 - 1532). 
O direito de padroado desta freguesia pertencia ao arcebispo, ao Mosteiro de São Romão do Neiva e aos padroeiros. 
Em 1641, segundo informam vários autores, as terras desta freguesia, que foram senhorio dos Marqueses de Vila Real passaram para a coroa e depois para a Casa do Infantado, onde se conservaram até à sua extinção. 
Competia a esta Casa, que recebia os réditos, a apresentação do abade. 
Em termos administrativos, em 1839 fez parte da comarca de Monção, em 1852 da de Viana do Castelo e em 1884 da de Caminha. 
Pertence à Diocese de Viana do Castelo desde 3 de Novembro de 1977.

## Festividades
- Festa de Santo Amaro:

Realiza-se no domingo seguinte ao dia 15 de janeiro, no Lugar da Enxurreira.
- Festa de Nossa Senhora de Guadalupe:

Realiza-se no terceiro domingo após a Páscoa, no Lugar do Medo.
- Festa da Nossa Senhora da Assunção e da Comunidade:

Realiza-se no dia 15 de agosto, no Lugar de Juia.
- Festa de São Bartolomeu e Nossa Senhora da Boa Morte:

Realiza-se no domingo seguinte ao dia 24 de agosto, no Lugar da Ponte.
- Festa de São Miguel:

Realiza-se no domingo seguinte ao dia 29 de setembro, no Lugar de Vila Verde.

## Megacozido
A freguesia organiza em Dezembro, desde 2003, o Megacozido onde o prato principal é cozido à portuguesa.
Em 2005 participaram mais de 1300 convivas.
Em 2006 participaram 1250 comensais.
Em 2007 participaram 1511 convivas.
Em 2008 almoçaram 1135 pessoas. Foram mortos cinco porcos, o que deu para duas mil chouriças, 20 presuntos e centenas de quilos de carne. A equipa de mais de dez cozinheiras utilizou 750 quilos de batatas, 300 de cebolas e 150 de cenouras, para além de 150 galinhas e 200 quilos de carne de vaca.
Em 2010 almoçaram 1700 pessoas. Foram mortos oito porcos, o que deu muitas chouriças, presuntos e muitos quilos de carne.